# Alexander Wurzer
Alexander J. Wurzer (* 15. April 1969 in München) ist ein deutscher Professor für Intellectual Property Management am CEIPI (Centre d’Études Internationales de la Propriété Intellectuelle; dt.: „Zentrum für internationale Studien zum geistigen Eigentum“) der Universität Strasbourg.

## Werdegang
Wurzer studierte Physik sowie Mikro- und Molekularbiologie an der Ludwig-Maximilians-Universität (LMU) in München und promovierte an der Fakultät für Physik zum Dr. rer. nat. Seit Mitte der 1990er Jahre ist er im Bereich IP-Management (IP = engl. intellectual property – geistiges Eigentum oder Schutzrecht) für internationale Institutionen und Unternehmen tätig.
Seit 2003 leitet Wurzer das Steinbeis-Transfer-Institut für Intellectual Property Management der Steinbeis-Hochschule Berlin. Sein Forschungsinteresse gilt der Ökonomie und dem Management von Technologie und Innovationen sowie allen Fragen zur Wertschöpfung durch IP. Er ist international anerkannter Gutachter für IP-Bewertung, insbesondere bei FRAND-Themen und Lizenztransaktionen. Seit 2004 ist er regelmäßig für die Europäische Patentakademie als Referent in der Fortbildung tätig.
Seit 2006 ist Wurzer Studiengangsleiter am Centre d’Etudes Internationales de la Propriété Industrielle (CEIPI) der Universität Strasbourg. Er leitet den Master-Studiengang „Intellectual Property Law and Management“ (MIPLM).
2007 wurde er zum Professeur Associé an der Universität Strasbourg berufen. Darüber hinaus lehrt er als Dozent für Patentbewertung und -management an zahlreichen internationalen Universitäten und Institutionen.
Am 6. Juni 2007 referierte Wurzer beim G8-Gipfel in Heiligendamm unter dem Titel Price Tags for Patents über die DIN77100 – Grundsätze ordnungsgemäßer Patentbewertung. Von 2009 bis 2010 war er Herausgeber des Journals IP Manager: Journal of the Knowledge Economy.
2010 leitete er als Referent im Rahmen des Ausbildungsprogramms ECAP III (EU-ASEAN Project on the Protection of Intellectual Property Rights) das Seminar „IP Valuation and Technology Transfer“ in Bangkok, Hanoi, Jakarta.
2013 war er Mitglied der Expertengruppe „Intellectual Property Valuation“ der Europäischen Kommission.
Wurzer unterstützt zum IP-Management unter anderem den European IPR Helpdesk, die APEG (Asian Patent Expert Group) des Europäischen Patentamts, das Japanische Patentamt und den Verband der freiberuflichen Europäischen und Schweizer Patentanwälte (VIPS) durch Beratung, Schulung, Vorträge und die Vermittlung von Studienergebnissen.
2015–2016 war Wurzer Mitglied der Reflexionsgruppe für die nationale IP-Strategie Österreichs, die im Februar 2017 veröffentlicht wurde.
Seit 2015 ist er Sprecher des Dieselkuratoriums sowie Mitglied des International Institute for IP Management (I3PM).
Seit 2019 verantwortet er als Direktor auch den Diplomstudiengang IP Business Administration am CEIPI und leitet die CEIPI IP Business Academy.
Seit 2022 leitet er am CEIPI das akademische Ausbildungsprojekt zum IP-Management mit dem Europäischen Patentamt.

## Ehrungen
Wurzer wurde 2002 zum Fellow der Alta Scuola Politecnica der Technischen Universitäten Mailand und Turin ernannt. Seit 2009 wurde er jährlich von der Zeitschrift Intellectual Asset Management (IAM) als einer der „World’s Leading IP Strategists“ ausgezeichnet.

## Werk
Wurzer beschäftigt sich mit der Entwicklung betrieblicher Managementsysteme für Intellectual Property (IP, geistiges Eigentum). Dem liegt die Überlegung zugrunde, dass IP in industriellen Geschäftsmodellen erheblich zur wirtschaftlichen Wertbildung beitragen kann. Arbeitsschwerpunkt ist die konkrete Ausgestaltung von IP-Strategien und IP sowie die betriebliche Implementierung von IP-Managementsystemen zur Umsetzung von Wettbewerbsstrategien.
Ganz wesentlich auf Wurzers Initiative und Arbeiten ging die Schaffung einer Deutschen Norm zur ordnungsgemäßen monetären Bewertung von Patenten zurück (DIN 77100), des Weiteren eine DIN-SPEC für die Dienstleistungsqualität im IP-Management (DIN SPEC 1060). Er ist Obmann des DIN Arbeitsausschusses für die Qualität im IP Management (DIN77006). Auf europäischer Ebene engagierte er sich für die Etablierung des IP-Managers als eigenes Berufsbild. Dabei handelt es sich um die Schnittstelle zwischen dem gewerblichen Rechtsschutz und dem unternehmerisch-betriebswirtschaftlichen Einsatz von IP.

## Mitgliedschaften / Engagement
Wurzer ist seit 2010 Vorstand des Deutschen Instituts für Erfindungswesen e.V., dort Sprecher des Dieselkuratoriums zur Verleihung der Dieselmedaille. Wurzer ist seit 2018 Jurymitglied des German Innovation Award des Rats für Formgebung. Er ist Obmann des DIN-Normenausschuss Dienstleistungen für die Qualität im IP Management, sowie ordnungsgemäße monetäre Bewertung von Patenten. Ferner gehört er dem Arbeitskreis für Patentbewertung der Licensing Executives Society (LES) an.

## Veröffentlichungen
Bücher:
- mit Theo Grünewald und Wolfgang Berres: Die 360°IP-Strategie: So sichern Sie Ihren Innovationserfolg langfristig. Vahlen Verlag, München 2016, ISBN 978-3-8006-5158-0.
- Mittelstand – Motor und Zukunft der deutschen Wirtschaft. Springer Verlag, Heidelberg 2015, ISBN 978-3-658-09049-4.
- mit Jutta Menninger: Bewertungsstandards für Patente und Marken. Wiley Verlag, Weinheim 2014, ISBN 978-3-527-50632-3.
- mit Theo Grünewald und Dieter Reinhardt: Valuation of Patents. Wolters Kluwer Verlag, Alphen aan den Rijn 2012, ISBN 978-90-411-2723-5.
- mit Theo Grünewald: Monetäre Patentbewertung nach DIN 77100. Beuth Verlag, Berlin 2012, ISBN 978-3-410-21821-0.
- mit Theo Grünewald, Malte Köllner, Karl Petersen und Christian Zwirner: Bilanzierung von Patenten. Carl Heymanns Verlag, Köln 2010, ISBN 978-3-452-27206-5.
- mit Dieter Reinhardt: Handbuch der Patentbewertung. 2. Auflage. Carl Heymanns Verlag, Köln 2009, ISBN 978-3-452-26174-8.
- IP-Manager. Carl Heymanns Verlag, 2009, ISBN 978-3-452-27040-5.
- mit Lorenz Kaiser (Hrsg.): 1. Erg.-Lieferung: Handbuch Internationaler Know-how-Schutz. Bundesanzeiger Verlag, Köln 2008, ISBN 978-3-89817-942-3.
- Patentmanagement – Ein Praxisleitfaden für den Mittelstand. RKW Verlag, Eschborn 2004, ISBN 3-89644-226-0.
- Wettbewerbsvorteile durch Patentinformationen. 2. Auflage. FIZ – Fachinformationszentrum, Karlsruhe 2003, ISBN 3-88127-105-8.